# 小榄镇
小欖鎮是中华人民共和国广东省中山市下辖的一个镇，2021年7月19日，东升镇和小榄镇合并，组成新的小榄镇。小榄是中山市北部经济重镇，别名“菊城”。

## 別名
原名欖鄉，古有美稱“小柴桑”、“欖溪”等，今又有美名“欖城”、“菊城”。

## 歷史與菊花
相傳在南宋咸淳年間，失勢的皇貴妃胡妃（另一說為蘇妃）逃出皇宮，隱居在韶州府的南雄珠璣巷。後來消息走漏，咸淳九年（西元1273年）當時的皇帝度宗為追究此案，揚言要屠村滅口，於是發生南雄珠璣巷居民避禍南遷之役。咸淳十年甲戌（西元1274年）珠璣巷有部份難民逃至珠江支流西江江畔的順德縣，以打魚為生。相傳當時有一“通天橋”，連接順德與香山縣小欖。漁民都到對岸的“大欖”和“小欖”兩個丘陵上休憩、曬網。時值秋高氣爽，月白風清，漁民見這裏土地肥沃，氣候溫和，黃菊遍野，溢香流金，景物宜人，認為是上天賜予的福地，於是在這片黃花盛開的地方開村墾荒，建立家園，逐漸繁衍。從此，小欖人便與菊與花結下不解之緣。因為這段歷史，菊花在小欖成為一種圖騰，一種象徵。
清代嘉慶年間，為了紀念先祖在南宋的遷移，小欖人決定每60年舉辦一次菊花會（最近的一次為第四屆，1994年甲戌菊花大會，是歷史上最大型的一次小欖菊花會）。幾百年間，菊花會曾經因為社會政治原因而中斷。但每當情況允許，小欖人就會從世界各地回到故鄉，賞菊吟詩，紀念先祖。市民愛養菊，擁有品菊和賞菊的傳統氣質。將菊花作為生活、飲食和文化的主題。
2021年7月19日，原小榄镇、东升镇撤销，设立新的小榄镇。

## 行政区划
现辖区域：
沙口社区、新市社区、东区社区、绩西社区、北区社区、竹源社区、绩东一社区、绩东二社区、盛丰社区、宝丰社区、九洲基社区、永宁社区、西区社区、埒西一社区和联丰社区。
东升片区：百里村、太平村、东城社区、利生社区、新胜村、同茂社区、高沙社区、兆龙社区、益龙村、同乐社区、坦背村、裕民社区、东升社区、盛龙村  （页面存档备份，存于）

## 經濟
小欖是中國著名的五金電器生產基地和集散地。這裏是南中國最富裕的鄉鎮之一，2005年的人均GDP達到了8300美元，在中國大陸的「千強鎮」（2006年）中排名第三十六。2019年中国百强乡镇第30名。

### 農業
小欖鎮的農業以種植菊花以及園藝業為主，成功打造成為了一個以菊花聞名的城鎮。

### 工業
工業方面，鎖具業被中山市政府指定作為該鎮的“龍頭工業”。小欖鎮的鎖具生產占全國的23%，而全鎮有30%的企業經營鎖具業，在2002年時，鎖具業生產占該鎮一半生產量，並有3萬人從事該行業。小欖鎮被五金製品協會授予“中國五金製品產業基地”。
另外，小欖鎮的電子音響行業在近十幾年成為新興行業。超過100間相關企業在該鎮開設，無論本地或是外資電子音響企業，皆成功專業化於家用身歷聲、DVD、鐳射磁頭、高科技數碼音響器材、揚聲器、電路板等生產。多間外國知名音響品牌如飛利浦、東芝等均在小欖鎮設立生產基地。2002年時，該工業生產值已達46億人民幣，占全鎮的生產值約三分之一。中國電子音響行業協會亦授予該鎮“中國電子音響行業產業基地”。
為促進鎖具業和電子音響行業向高質素發展，小欖鎮與各大學研究所合作，在2003年開設一個鎖具技術發展中心；在影音技術方面，小欖鎮特別設立工業區，吸引美資音響企業在這處設立基地進行科研。

## 體育
小欖鎮當局非常重視該鎮居民的體育發展，在1994年小欖體育館建立，座落小欖鎮新華中路，占地面積28000平方米，外設停車場和5個露天籃球習場，總投資5千萬人民幣。建館以來曾承辦1997年全國乒乓球俱樂部杯賽及1999年第20屆世界盃男子乒乓球賽。
小欖不少地方都有籃球場。小欖人除熱愛乒乓球運動外，還對毽球運動頗具興趣，國家級的毽球訓練基地建於本鎮的公立學校小欖中學內。

## 鎮內交通
非正式統計，小欖每戶就會有两台兩輪摩托車。近年來由于經濟發展，小汽車逐漸成為中上家庭的代步工具。相對於汽車增長速度，鎮內道路運輸環境卻每況愈下。尤其是舊城鎮內的道路，由於公共汽車、小汽車、行人如流水，變得越來越“窄”；相比於新城區的一條路，綠化帶就栽種了盆景式的樹木，給人搞“形象工程”的印象，对于某些狭窄的小巷与道路，是六七十年代就遗留下来的问题，也可给人怀旧的感觉。
鎮內點對點的公共交通受鎮內小巷小道的限制顯得有些不足。於是靠俗稱“摩的”（小欖人稱之“飛機仔”）的營運摩托車彌補，近年來政府大力整合營運摩托車，非法運營摩托車數量較往年降低。

## 生活環境
小欖鎮商業較為發達，日常生活用品、電器用品等一應俱全。值得一提的是飲食業，這裏從白天飲早茶、拉布腸粉、及第粥到深夜的宵夜都有很多“好食”的好去處；聞名食品以及相關產品有小欖炸魚球、菊花水欖、蜆汁、荼薇蛋捲以及荼薇酒等。夜生活式娛樂場所較多。自然環境方面，由於經濟發展和交通擁擠，空氣質量有所下降；最令小欖人困擾的是水污染問題，尤其是舊城區和新發展工業區的河道可是到達生人勿近的程度；政府近年來才開始著手汙水處理工程，效果一般。

## 地方語言
小欖話屬於粵語沙田話（近順德話）。在中山除小欖外，沙田話主要分佈于南頭鎮、黃圃鎮、東鳳鎮、阜沙鎮、東升鎮、橫欄鎮、港口鎮、民眾鎮、坦洲鎮、板芙鎮及西區的沙朗、南朗鎮的橫門等地。但是，即使彼此都屬沙田語系的地區，地方語言還是有所區別。

## 外部連結
- 小欖鎮政府网站